# تازه أباد تومار (قشلاق الجنوبي)
تازه أباد تومار (بالفارسية: تازه ابادتومار) هي منطقة سكنية تقع في إيران في أردبيل. يقدر عدد سكانها بـ 64 نسمة .